# Alan Hodgkinson
Alan Hodgkinson (Sheffield, 16 de agosto de 1936-8 de diciembre de 2015) fue un futbolista británico que jugaba en la demarcación de portero.

## Selección nacional
Jugó un total de cinco partidos con la selección de fútbol de Inglaterra. Debutó el 6 de abril de 1957 en un partido del British Home Championship contra Escocia. Además disputó tres partidos de clasificación para la Copa Mundial de Fútbol de 1958. Su último partico con el combinado inglés lo jugó el 23 de noviembre de 1960 contra Gales en un encuentro del British Home Championship. Además fue convocado por Walter Winterbottom para disputar el mundial de 1958 y el de 1962, aunque no llegó a jugar ningún encuentro en ninguno de los dos torneos ya que el puesto de portero titular lo ejercieron Colin McDonald y Ron Springett respectivamente.

### Participaciones en Copas del Mundo
| Mundial                        | Sede   | Resultado        | Partidos | Goles |
| ------------------------------ | ------ | ---------------- | -------- | ----- |
| Copa Mundial de Fútbol de 1958 | Suecia | Fase de grupos   | 0        | 0     |
| Copa Mundial de Fútbol de 1962 | Chile  | Cuartos de final | 0        | 0     |

## Partidos
| Temporada | División        | Liga | FA Cup | FL Cup | Otros partidos | Total |
| --------- | --------------- | ---- | ------ | ------ | -------------- | ----- |
| 1954–55   | First Division  | 11   | 0      | 0      | 0              | 11    |
| 1955–56   | First Division  | 4    | 0      | 0      | 0              | 4     |
| 1956–57   | Second Division | 17   | 3      | 0      | 0              | 20    |
| 1957–58   | Second Division | 36   | 4      | 0      | 2              | 42    |
| 1958–59   | Second Division | 42   | 6      | 0      | 2              | 50    |
| 1959–60   | Second Division | 39   | 4      | 0      | 3              | 46    |
| 1960–61   | Second Division | 41   | 7      | 1      | 0              | 49    |
| 1961–62   | First Division  | 40   | 6      | 7      | 0              | 53    |
| 1962–63   | First Division  | 40   | 3      | 1      | 0              | 44    |
| 1963–64   | First Division  | 35   | 3      | 1      | 0              | 39    |
| 1964–65   | First Division  | 40   | 3      | 1      | 2              | 46    |
| 1965–66   | First Division  | 41   | 2      | 1      | 1              | 45    |
| 1966–67   | First Division  | 42   | 4      | 5      | 3              | 54    |
| 1967–68   | First Division  | 41   | 3      | 1      | 0              | 45    |
| 1968–69   | Second Division | 42   | 1      | 1      | 3              | 47    |
| 1969–70   | Second Division | 41   | 2      | 3      | 2              | 48    |
| 1970–71   | Second Division | 24   | 1      | 2      | 4              | 31    |
| Total     | Total           | 576  | 52     | 24     | 23             | 675   |

## Trayectoria como entrenador
| Club                           | País       | Año         | Cargo                  |
| ------------------------------ | ---------- | ----------- | ---------------------- |
| Gillingham FC                  | Inglaterra | 1975 - 1981 | Segundo entrenador     |
| Manchester United FC           | Inglaterra | 1989 - 1995 | Entrenador de porteros |
| Selección de fútbol de Escocia | Escocia    | 1993 - 2000 | Entrenador de porteros |
| Rangers FC                     | Escocia    | 1995 - 2001 | Entrenador de porteros |
| Coventry City FC               | Inglaterra | 2002 - 2004 | Entrenador de porteros |
| Rushden & Diamonds FC          | Inglaterra | 2004 - 2005 | Entrenador de porteros |
| Oxford United FC               | Inglaterra | 2006 - 2012 | Entrenador de porteros |

## Distinciones honoríficas
- Miembro de la Orden del Imperio Británico (2008).